# أنالينا بيربوك
أنالينا شارلوته ألما بيربوك (بالألمانية: Annalena Charlotte Alma Baerbock) (مواليد 15 ديسمبر/كانون الأول 1980 في هانوفر) سياسية ألمانية من حزب الخضر شغلت خلال الفترة 8 كانون الأول (ديسمبر) 2021 حتى 5 أيار (مايو) 2025 منصب وزيرة الخارجية في حكومة المستشار أولاف شولتس، وتعد أول امرأة في تاريخ ألمانيا تشغل منصب وزير الخارجية، وقد خلفها في المنصب يوهان فاديفول منذ 6 أيار (مايو) 2025. انتُخِبَت  أنالينا بيربوك يوم الإثنين 02 حزيران/ يونيو 2025 رئيسة للدورة ال80 للجمعية العامة للأمم المتحدة والتي تبدأ في أيلول/سبتمبر 2025. وبذلك تصبح خامس امرأة تتولى هذا المنصب في تاريخ الأمم المتحدة الممتد على مدى نحو 80 عاماً.
تولت رئاسة حزبها منذ 27 يناير (كانون الثاني) عام 2018 وحتى 29 كانون الثاني 2022.
إن بيربوك عضوة في البرلمان الألماني (البوندستاغ) منذ عام 2013، كما أنها كانت منذ عام 2012 حتى عام 2015 عضوًة في المجلس الاستشاري لحزب الخضر الألماني و منذ عام 2009 حتى عام 2013 كانت عضوًة في برلمان ولاية براندنبورغ. و قد نظمت الناحية السياسية لجانب «الغيألو» (ممثلي مناصب السياسة الواقعية Realo) لحزب الخضر الألماني وقد رشحها حزبها لخوض غمار الانتخابات الألمانية 2021 بهدف لم تحققه ألا وهو الفوز بمنصب المستشارة.

## حياتها

### دراستها
درست أنالينا من عام 2000 حتى عام 2004 العلوم السياسية و القانون العام في جامعة هامبورغ و من عام 2004 حتى 2005 درست القانون الدولي في كلية لندن للاقتصاد، أتمت أنالينا دراستها بماجستير في القانون الدولي العام (LL.M) .

### حياتها الشخصية
أنالينا متزوجة و لديها ابنتان و تقطن في بوتسدام.

### بداية حياتها المهنية

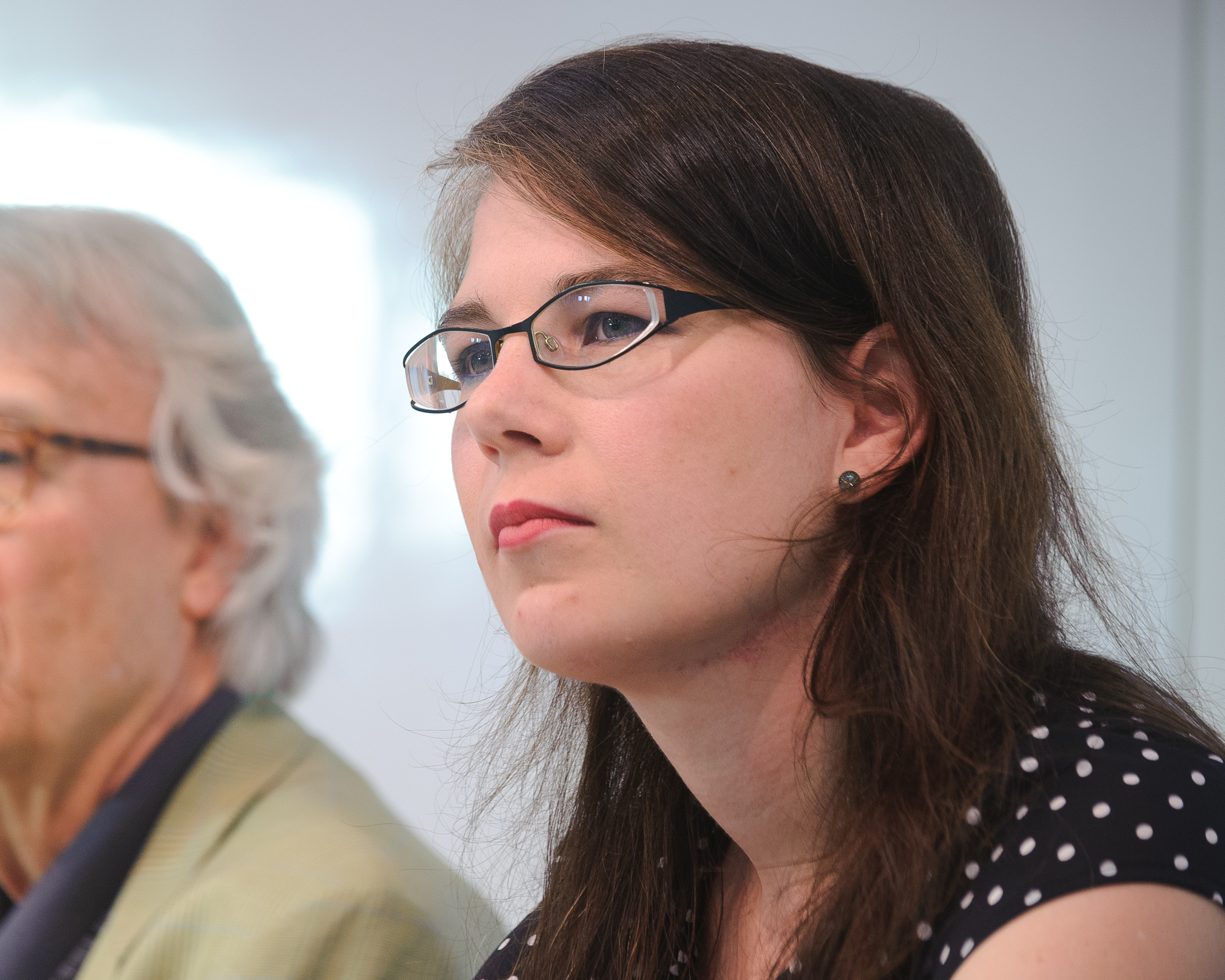
أنالينا بيربوك في عام 2012

من عام 2005 حتى عام 2008 كانت مساعدًة لعضوة البرلمان الأوروبي إليزابت شغودتر . ومن عام 2008 حتى عام 2009 كانت مستشارة سياسة الأمن و السياسة الخارجية للتكتل البرلماني لحزب الخضر .

## السياسة

### الحزب

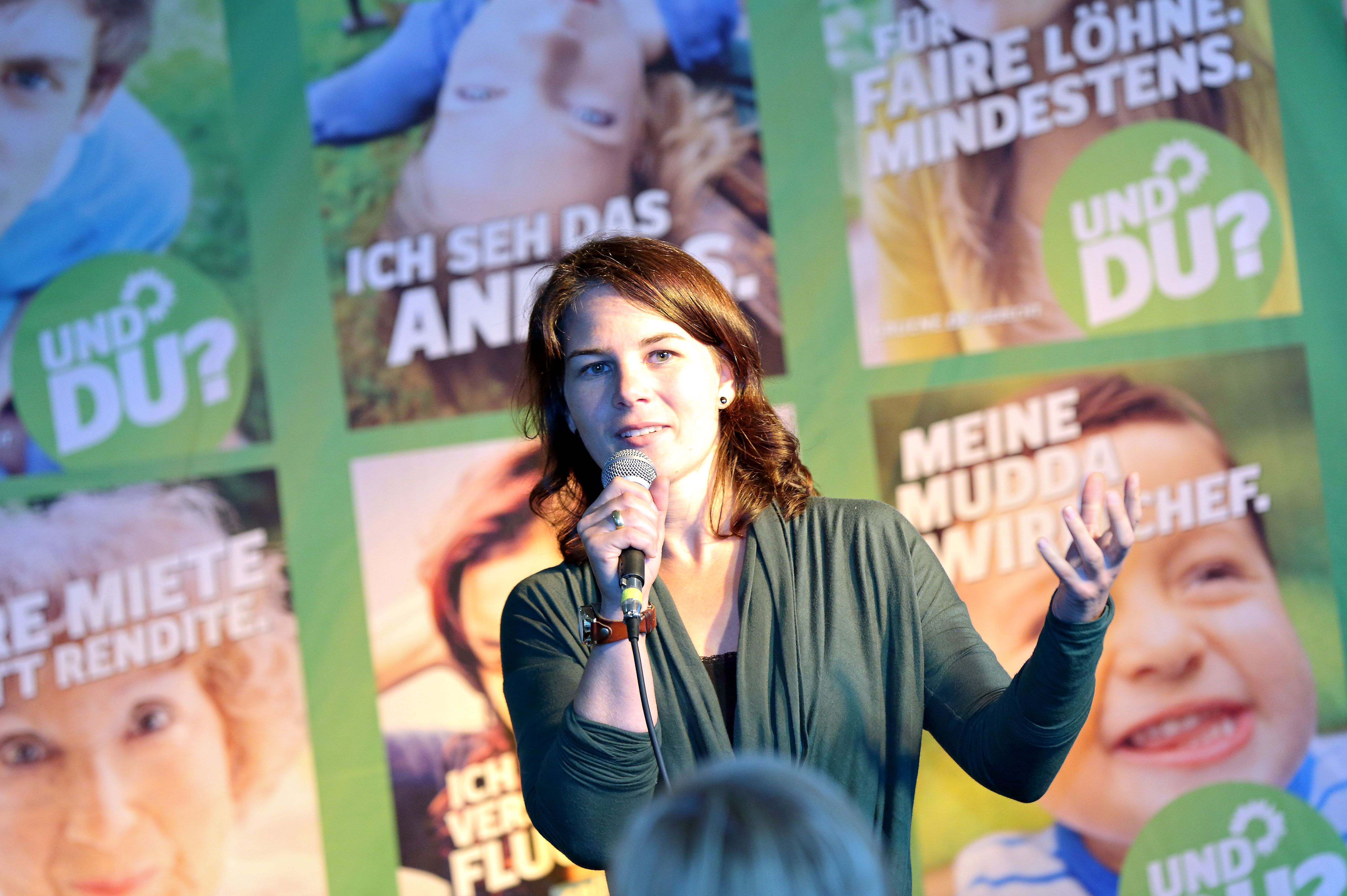
أنالينا بيربوك خلال فاعلية الانتخابات في عام 2013

إن بيربوك عضوة في حزب الخضر منذ عام 2005 و من عام 2008 حتى عام 2013 كانت المتحدثة باسم جمعية العمل الاتحادية الأوروبية . في شهر أكتوبر (تشرين الأول) لعام 2008 انضمت إلى مجلس إدارة حزب الخضر لولاية براندنبورغ . تم انتخابها في الرابع عشر من شهر نوفمبر (تشرين الثاني) لعام 2009 لتكون رئيسًة حزب الخضر في ولاية براندنبورغ بالتساوي مع بنيامين غاشيك .
من شهر نوفمبر (تشرين الثاني) لعام 2009 أصبحت عضوًة مجلس إدارة في حزب الخضر الأوروبي و انضمت من نوفمبر (تشرين الثاني)لعام 2012 حتى نوفمبر (تشرين الثاني) لعام 2015 إلى مجلس حزب الخضر المكون من ستة عشر عضوًا .
بعد دخولها البرلمان الألماني (البوندستاغ) لم تترشح مرة أخرى في مؤتمر الحزل لمندوبي الولايات لمنصب رئاسة الحزب في الولاية .
بعد انتخابات البرلمان لعام 2017 كانت أنالينا ضمن فريق استكشاف حزب الخضر من أجل ائتلاف جاميكا المحتمل مع ائتلاف الاتحاد الديمقراطي المسيحي / الاتحاد الاجتماعي المسيحي والحزب الديمقراطي الحر ، كما أنها كانت عضو في مجموعة استكشاف لمجال السياسي الأوروبي و المناخ و الطاقة و الزراعة و حماية المستهلك.
في السابع و العشرين من شهر يناير (تشرين الثاني) لعام 2018 تم انتخابها لرئاسة حزب الخضر بالتعاون مع روبيرت هابك و ذلك خلال مؤتمر الحزب لمندوبي الولايات الذي أُقيم في هانوفر، حيث فازت على منافستها من الجانب اليساري للحزب أنيا بيل بنسبة 64 بالمئة و تساوت مع هابك كغألو (Realo) و الذي يُعد حدثًا جديدًا بعد عقود من الانقسام لرئاستي الحزب المنقسمة حتى الآن ، ومع ذلك يسعى كلاهما لتموضع براجماتي للاستقلال من هذا الجانب المنطقي .

### في البرلمان الألماني (البوندستاغ)
ترشحت بيربوك في الانتخابات البرلمانية لعام 2009 عن دائرة فرانكفورت(اودر)-اودر شبغي للمرتبة رقم ثلاثة عن قائمة حزب الخضر لولاية براندنبورغ ولكن ذلك بلا جدوى .
في انتخابات البرلمان لعام 2013 في السادس و العشرين من شهر يناير (كانون الثاني)لعام 2013 تم انتخاب أنالينا بيربوك كمرشحة مباشرة عن الدائرة الانتخابية بوتسدام- بوتسدام ميتلماك II - تيلتو فلايمنج II ، كما أنه تم انتخابها بنسبة 87,9 بالمئة لتكون مرشحًة بارزًة عن حزبها وذلك جاء خلال مؤتمر ممثلي الولايات الذي انعقد في الثاني من مارس (أذار) في بوتسدام . انضمت أنالينا إلى البرلمان الألماني (البوندستاغ) كمرشحة عن حزب الخضر لدائرتها الانتخابية حاصلة على نسبة 7,1 بالمئة خلال الصوت الأول.
خلال فترتها التشريعية في برلمان في 2013-2017 كانت بيربوك متحدثة عن السياسة المناخية باسم التكتل البرلماني لحزب الخضر و عضوة في لجنة الاقتصاد والطاقة و لجنة قضايا الاتحاد الأوروبي كما أنها كانت عضوًة نائبًة في لجنة البيئة والبناء وسلامة المفاعلات النووية . بالإضافة لما سبق كانت بيربوك عضوًة في الجماعة البرلمانية الألمانية البولندية و كانت نائبًة رئيس لدائرة الأصدقاء برلين - تايبه و كذلك عضوًة نائبًة في الجمعية البرلمانية لمجلس أوروبا و هذا كله خلال فترتها التشريعية البرلمانية في 2013-2017 .
في السادس و العشرين من شهر نوفمبر (تشرين الثاني) لعام 2016 تم انتخاب بيربوك بنسبة 99,0 بالمئة لتكون مرشحة بارزة تمثل حزبها في انتخابات البرلمان لعام 2017و جاء ذلك في مؤتمر مندوبي الولايات الذي أُقيم في بوتسدام . و علاوة على ذلك في الثالث و العشرين من شهر يناير (كانون الثاني) لعام 2017 تم انتخابها لتكون مرشحًة مباشرًة عن حزب الأخضر عن الدائرة الانتخابية الاتحادية 61 . في الانتخابات البرلمانية لعام 2017 حصلت بيربوك على 8,0 بالمئة خلال الصوت الأول في دائرتها الانتخابية  و دخلت مجددًا البرلمان عن قائمة الولايات .

## أعمال أخرى

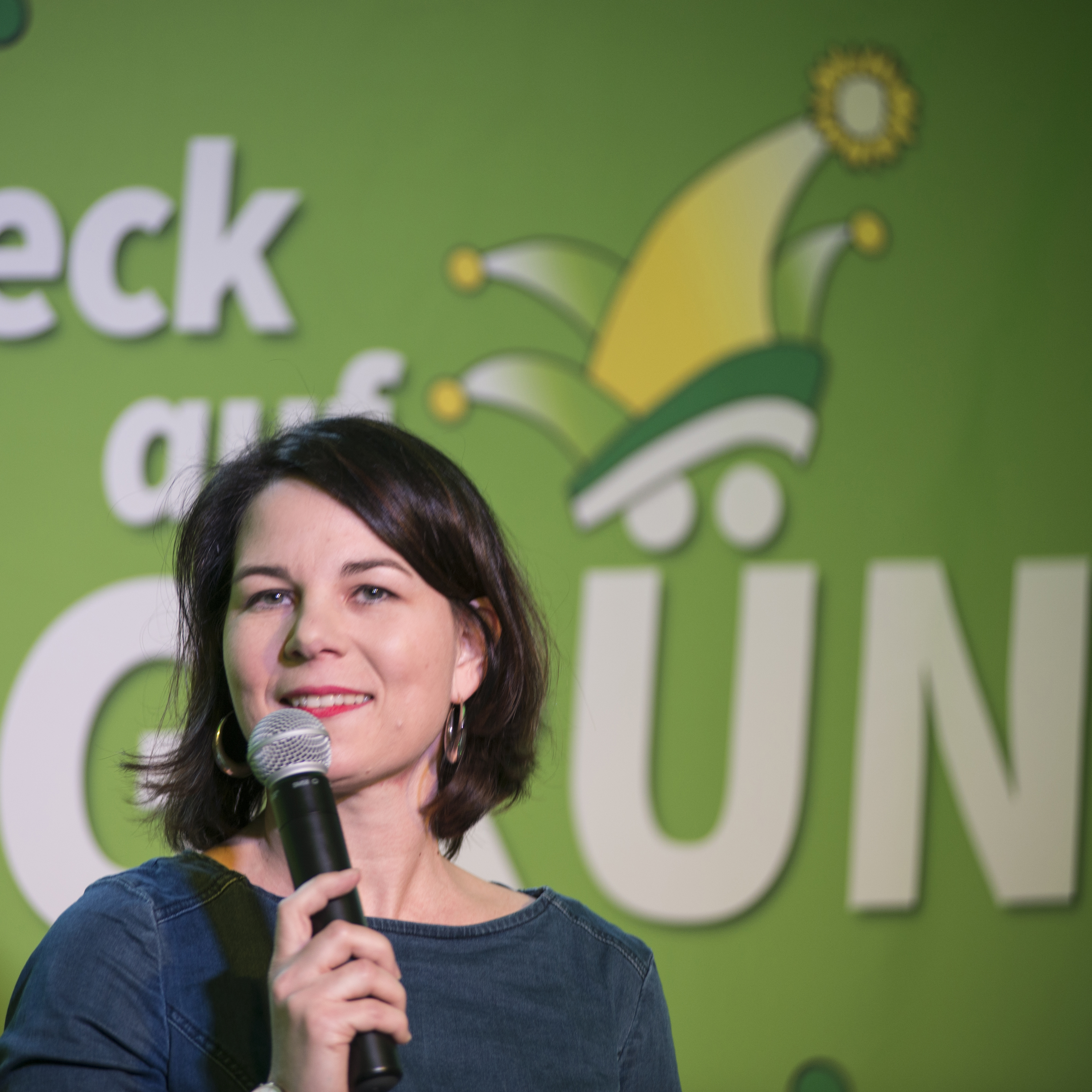
أنالينا في عام 2018

في شهر أبريل (نسيان) لعام 2016 تولت بيربوك من هذه اللحظة الضمان الغير محدد لدخول لاجئي الحرب السورية للبلاد بشكل شرعي خلال مبادرة جمعية فلوشتلنجشباتن زوغيا ( Flüchtlingspaten Syrien ) . كما أنها رئيسة جمعية هاند ان هاند بوتسدام (Hand in Hand Potsdam e.V) والتي يعمل الناس فيها على مساعدة اللاجئين . إن بيربوك عضوة في جمعية أوروبا- أونيون ديوتشلاند ( Europa-Union Deutschland) .

## وصلات خارجية
- أنالينا بيربوك على موقع IMDb (الإنجليزية)
- أنالينا بيربوك على موقع مونزينجر (الألمانية)
- أنالينا بيربوك على موقع قاعدة بيانات الفيلم (الإنجليزية)
- أنالينا بيربوك على موقع كينوبويسك (الروسية)
- الصفحة الرسمية لأنالينا بيربوك  (بالغة الألمانية)
- صفحة أنالينا على البرلمان الألماني (البوندستاغ) (بالغة الألمانية)
- السيرة الذاتية لأنالينا بيربوك على موقع البرلمان الألماني (البوندستاغ)
- صفحة أنالينا بيربوك على موقع abgeordnetenwatch.de (بالغة الألمانية)
- Parteigremien neu gewählt, Website von Bündnis 90/Die Grünen vom 19. Oktober 2013, abgerufen am 17. Dezember 2017